# صوفيا تومالا

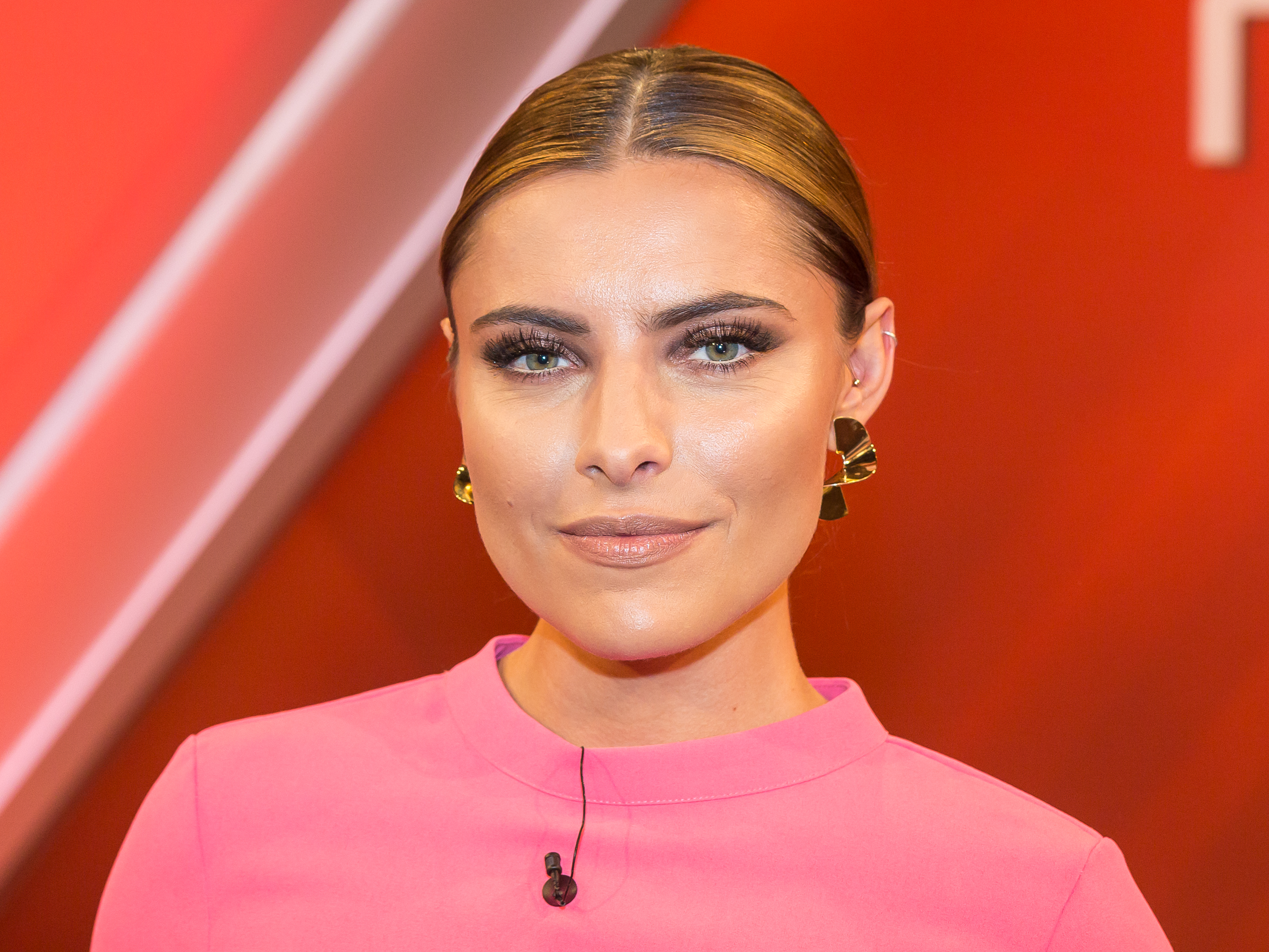
صوفيا_تومال, 2017

صوفيا تومالا (بالألمانية: Sophia Thomalla)‏ (ولدت في 6 أكتوبر 1989 في برلين الشرقية) هي عارضة ألمانية. وبالإضافة إلى ذلك، فهي نشيطة أيضا كممثلة ومذيعة.

## حياتها
صوفيا تومالا هي ابنة سيمون تومالا وأندريه فيتيرس، على حد سواء كما فاعل. وقالت إنها نشأت في سن السابعة في في برلين ثم انتقلت مع والدتها إلى كولونيا. بعد الانتهاء من العام الدراسي الرابع جذبها والدتها لكلينماتشنوف، وهي ضاحية من ضواحي برلين، ثم بعد سنة إلى غيلزنكيرشن، حيث عاشت بعد فصل الأم عن طريق رودي اساور. في خريف عام 2009 انتقلت لأسباب مهنية مرة أخرى إلى برلين وانتقلت في أكتوبر 2010 إقامتهم في الربع الهولندي في بوتسدام. كانت تومالا حتى نوفمبر 2015 التي يعود تاريخها إلى أبريل 2011 مع المغني رامشتاين. في 11 مارس 2016 تزوجت في ماريتا، جورجيا، الولايات المتحدة الأمريكية من المغني أندي لابيلجويا.

## مراجع

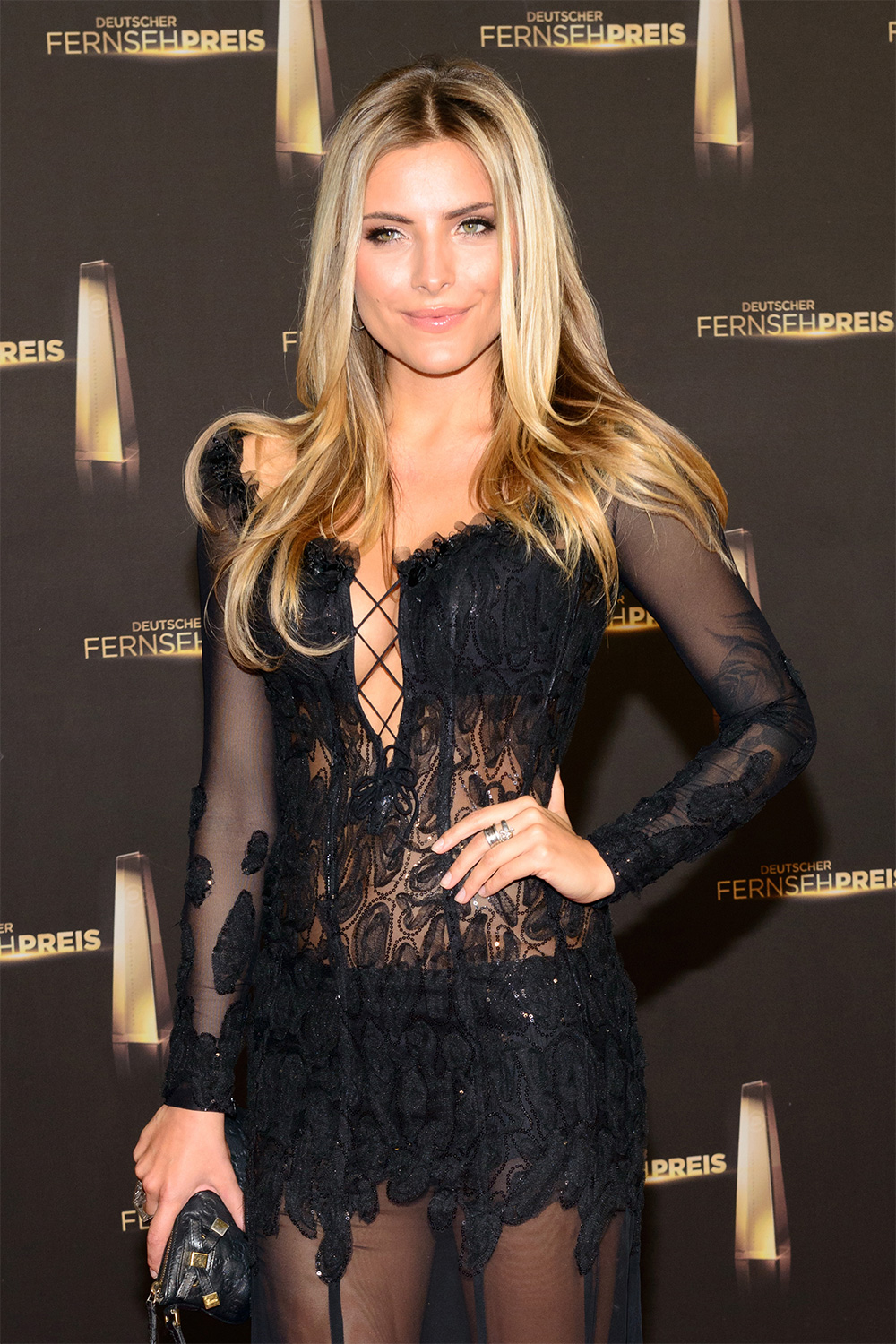
صوفيا تومالا في توزيع الجوائز التلفازية الألمانية 2014

## روابط خارجية
- صوفيا تومالا على موقع IMDb (الإنجليزية)
- صوفيا تومالا على موقع ألو سيني (الفرنسية)
- صوفيا تومالا على موقع قاعدة بيانات الفيلم (الإنجليزية)
- صوفيا تومالا على موقع كينوبويسك (الروسية)